# فرانك ميرفي (منافس ألعاب قوى)
فرانك ميرفي (بالإنجليزية: Frank Murphy)‏ هو منافس ألعاب قوى أمريكي، ولد في 21 سبتمبر 1889 في إنديانا في الولايات المتحدة، وتوفي في 11 يونيو 1980 في أوربانا في الولايات المتحدة.

## وصلات خارجية
- فرانك ميرفي على موقع أوليمبيديا (الإنجليزية)